# Herrenhaus Rustow
Das Herrenhaus Rustow ist ein Gutshaus im Ortsteil Rustow der Stadt Loitz im Landkreis Vorpommern-Greifswald.

## Geschichte
Um 1724 kauft Adolf Samuel von Baerenfels das Gut. Er führte das Wappen, welches heute noch über dem Eingang des Hauses und der Kirche zu sehen ist. 1784 war die zum Gutshaus gehörige Kapelle völlig verfallen, so dass Herr von Baerenfels 1790 eine neue Kapelle errichten ließ, im Keller mit Familiengruft.
Ende der 1870er Jahre hatte ein Großbrand das Gutshaus erheblich beschädigt, so dass der Herr von Baerenfels ein neues Schloss erbauen ließ, das 1880 fertiggestellt wurde. Die architektonische Ausstattung wurde vom akademischen Zeichenlehrer Johann Gottfried Quistorp aus Greifswald realisiert. 
Während der Freiheitskriege war der schwedische Kronprinz Karl Johann mit seinem Stab im Schloss einquartiert.
Im Herrenhaus wohnte der erste Pächter Herr von Haken.
1854 pachtete Familie Grönlund von Rügen das Gut, dann kaufte es Familie Schmidt 1856 und besaß das Gut 73 Jahre. Während dieser Zeit wurde eine Theaterbühne eingebaut, auf der bis in die 1930er Jahre Theateraufführungen stattfanden. Im Jahre 1928 schloss Familie Schmidt einen Kaufvertrag mit der Stadt Loitz über das Gut ab, behielt aber das Schloss, den Park, den Friedhof und die Kapelle. 1929 wurde das Gut aufgesiedelt.
1938 wurde eine Hälfte des Schlosses an den Reichsarbeitsdienst vermietet. Bis Mitte April 1945 war die Organisation Todt (OT) im Schloss untergebracht.
Am 28. April 1945 kam die Rote Armee über die Peene nach Rustow. Sie beschoss von der anderen Peeneseite aus Richtung Pensin das Schloss mit Panzergranaten. Der Wintergarten auf der Südseite und das anliegende Zimmer wurden beschädigt. Die Organisation Todt war vorher geflüchtet. In den letzten Kriegstagen wurden Bekleidungen, Wäsche und teilweise Möbel aus dem Reichsarbeitsdienstlager an die Flüchtlinge verteilt.
Nach Ende des Krieges begannen die Plünderungen durch Zwangsarbeiter, die bei den Bauern arbeiteten und durch sowjetische Soldaten, es wurde sämtliches Geschirr zerschlagen, die Restmöbel vom Balkon geworfen, der Saal war mit Scherben übersät.
Mitte Juni des Jahres 1945 wurde das Haus mit Flüchtlingen belegt. Am 1. Dezember 1945 zogen Waisenkinder in das Haus. Weihnachten 1945 befanden sich 78 Kinder dort.
Bis 1998 war dieses Haus ein Kinderheim. 1983 erhielt das Haus den Namen „August Levin“. 
Nach der Wende wurde das Gutshaus vom Landkreis übernommen und das Kinderheim durch den Träger Sozialer Dienste betrieben. Ende 1998 wurde das Gutshaus leer gezogen und stand zum Verkauf, bis es dann im Jahr 2000 die Firmengruppe Beck erworben hat.
In den Jahren 2001 bis 2003 wurde das Gutshaus „Schloss Rustow“ einer umfassenden Sanierung unterzogen, dabei wurden Wohnungen und Büroräume eingerichtet. Auf dem über 50.000 m² großen Parkgelände wurde ferner ein neues Mehrfamilienhaus errichtet („Kleines Gutshaus“) sowie ein weiteres Gewerbegebäude.

## Gebäude
Das Gutshaus ist ein zweigeschossiger Putzbau über einem hohen Kellergeschoss von rechteckigem Grundriss. Das Satteldach ist abgewalmt. An den Gebäudeecken sind Viertelsäulen eingestellt. Über den Mittelrisaliten an Hof- und Parkseite befinden sich Dreiecksgiebel, im Giebel der Hofseite das von Löwen gehaltene Wappen der Familie von Baerenfels-Warnow. Unter den Dreiecksgiebeln befindet sich jeweils ein großes Lünettenfenster.
Das ursprüngliche Herrenhaus verfügte über einen Saal und sechs Zimmer. Durch eine Tapetentür gelangte man über eine Wendeltreppe zum Saal.
Nach dem Umbau befinden sich fünf Wohnungen und zwei repräsentative Büroeinheiten im Gebäude.